# All 4 Love
All 4 Love ist ein Lied von Color Me Badd aus dem Jahr 1991, das von den Bandmitgliedern sowohl geschrieben als auch produziert wurde. Es erschien auf dem Album C.M.B.

## Geschichte
Vom Text her ist All 4 Love als Liebeslied zu verstehen. Musikalisch ist das Lied an Patch My Heart von den Mad Lads aus dem Jahr 1966 angelehnt. Die Veröffentlichung war am 22. Juli 1991, in den Vereinigten Staaten und Neuseeland wurde die R&B-Nummer ein Nummer-eins-Hit.

## Musikvideo
Im Musikvideo feiern die Bandmitglieder eine Party und lernen dabei Frauen kennen.

## Kommerzieller Erfolg

### Chartplatzierungen
| ChartsChartplatzierungen       | Höchstplatzierung | Wochen |
| ------------------------------ | ----------------- | ------ |
| Deutschland (GfK)              | 23 (16 Wo.)       | 16     |
| Vereinigte Staaten (Billboard) | 1 (28 Wo.)        | 28     |
| Vereinigtes Königreich (OCC)   | 5 (10 Wo.)        | 10     |

| ChartsJahrescharts (1992)      | Platzierung |
| ------------------------------ | ----------- |
| Vereinigte Staaten (Billboard) | 18          |

### Auszeichnungen für Musikverkäufe
| Land/Region               | Auszeichnungen für Musikverkäufe (Land/Region, Auszeichnung, Verkäufe) | Verkäufe |
| ------------------------- | ---------------------------------------------------------------------- | -------- |
| Australien (ARIA)         | Gold                                                                   | 35.000   |
| Neuseeland (RMNZ)         | Gold                                                                   | 5.000    |
| Vereinigte Staaten (RIAA) | Gold                                                                   | 500.000  |
| Insgesamt                 | 3× Gold ·                                                              | 540.000  |

## Coverversionen
- 2003: Stevie Brock